# No Better, No Worse
No Better, No Worse är en split-EP av Pridebowl och Adhesive, utgiven 1997 av Bad Taste Records.

## Låtlista
1. Pridebowl - "Five Points to Stardom"
2. Pridebowl - "Brainwashing School"
3. Pridebowl - "Capitol Hill"
4. Adhesive - "Character-Builder"
5. Adhesive - "Anthem"
6. Adhesive - "Heads, You Lose, Tails - I Win"

## Personal
- Bill Boudini - omslagsfotografi
- By His Mother - fotografi (baksidan av konvolutet)
- Marcus Ekdahl - formgivning

### Pridebowl
- Aaron - sång
- Fredrik Larnemo - inspelningstekniker, Recordia Studios
- Jeanette - bandfoto
- Martin - trummor
- Mattias - gitarr, sång
- Oskar - bas
- Patrik - gitarr, sång
- Susanne - fotografi (bandfoto inne i konvolutet)

### Adhesive
- Geir - bas, sång
- Matte - gitarr, sång
- Micke - gitarr, sång
- Oskar - layout
- Pelle Saether - producent, inspelningstekniker
- Samsa - trummor

### Fotnoter
1. ↑  ”No Better, No Worse”. Discogs.com. http://www.discogs.com/Pridebowl-Adhesive-No-Better-No-Worse/release/1419539. Läst 31 december 2011.